# جیمز هیلهاوس
جیمز هیلهاوس (به انگلیسی: James Hillhouse) سناتور سابق عضو حزب فدرالیست (آمریکا) بود. وی در سال ۱۷۹۶ تا ۱۸۱۰ میلادی سناتور ایالت کنتیکت در سنای ایالات متحده آمریکا بود.